# Parque de Joan Miró
El parque de Joan Miró (en catalán: Parc de Joan Miró) se encuentra en el Ensanche de Barcelona, cerca de la plaza de España, de la que lo separa la plaza de toros de las Arenas —reconvertida hoy día en centro comercial—. Antiguamente era conocido como parque del Matadero (en catalán: Parc de l'Escorxador), porque en sus terrenos se hallaba el antiguo Matadero Municipal. El proyecto fue obra de los arquitectos Antoni Solanas, Màrius Quintana, Beth Galí y Andreu Arriola, y fue inaugurado el 12 de mayo de 1983. En 2006 se hizo una remodelación a cargo de Beth Galí, Jaume Benavent, Andrés Rodríguez y Rüdiger Würth, en la que se construyó un aparcamiento y un depósito de agua subterráneos, y se adecuó la cubierta como zona verde. El nombre del parque es en reconocimiento al pintor surrealista Joan Miró. 

## Descripción

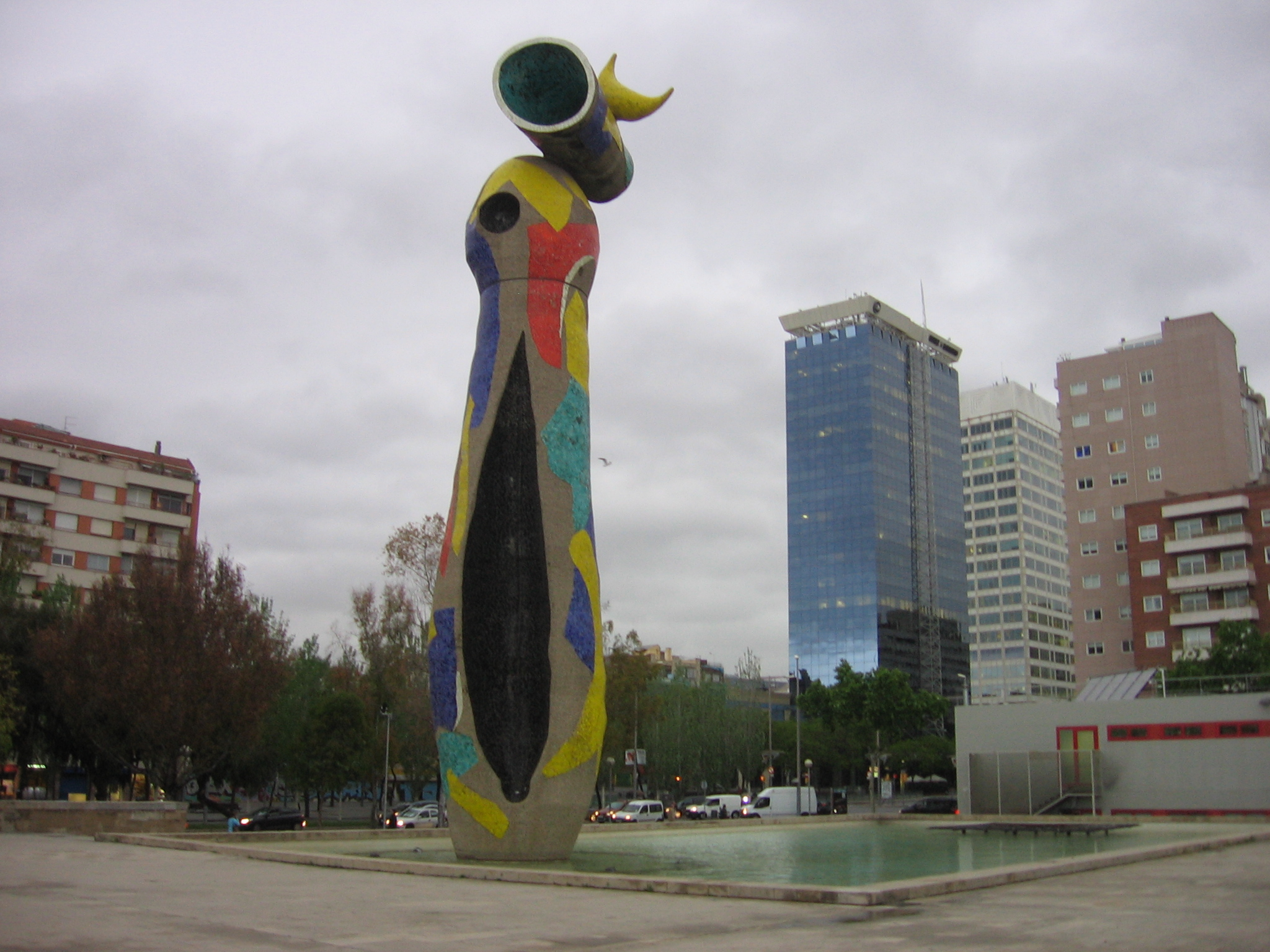
Mujer y pájaro, de Joan Miró.

El parque tiene dos ámbitos diferenciados: una gran plaza a nivel de calle, donde destaca un estanque con la escultura Mujer y Pájaro de Joan Miró; y el parque propiamente dicho, situado en un nivel inferior, con senderos sombreados de pérgolas con plantas trepadoras, y una arboleda poblada principalmente de pinos, chopos, palmeras y encinas, plantados de forma simétrica. Junto a la calle Vilamarí hay un estanque en cuyo centro se encuentra la Biblioteca Joan Miró, que tiene una curiosa puerta formada por dos batientes de acero en forma de niños caminando, que lleva el nombre de Escolares y fue diseñada por los arquitectos autores del parque. El parque cuenta además con pistas deportivas, un área para perros, un parque infantil, pistas de petanca, mesas de ping-pong y un bar.

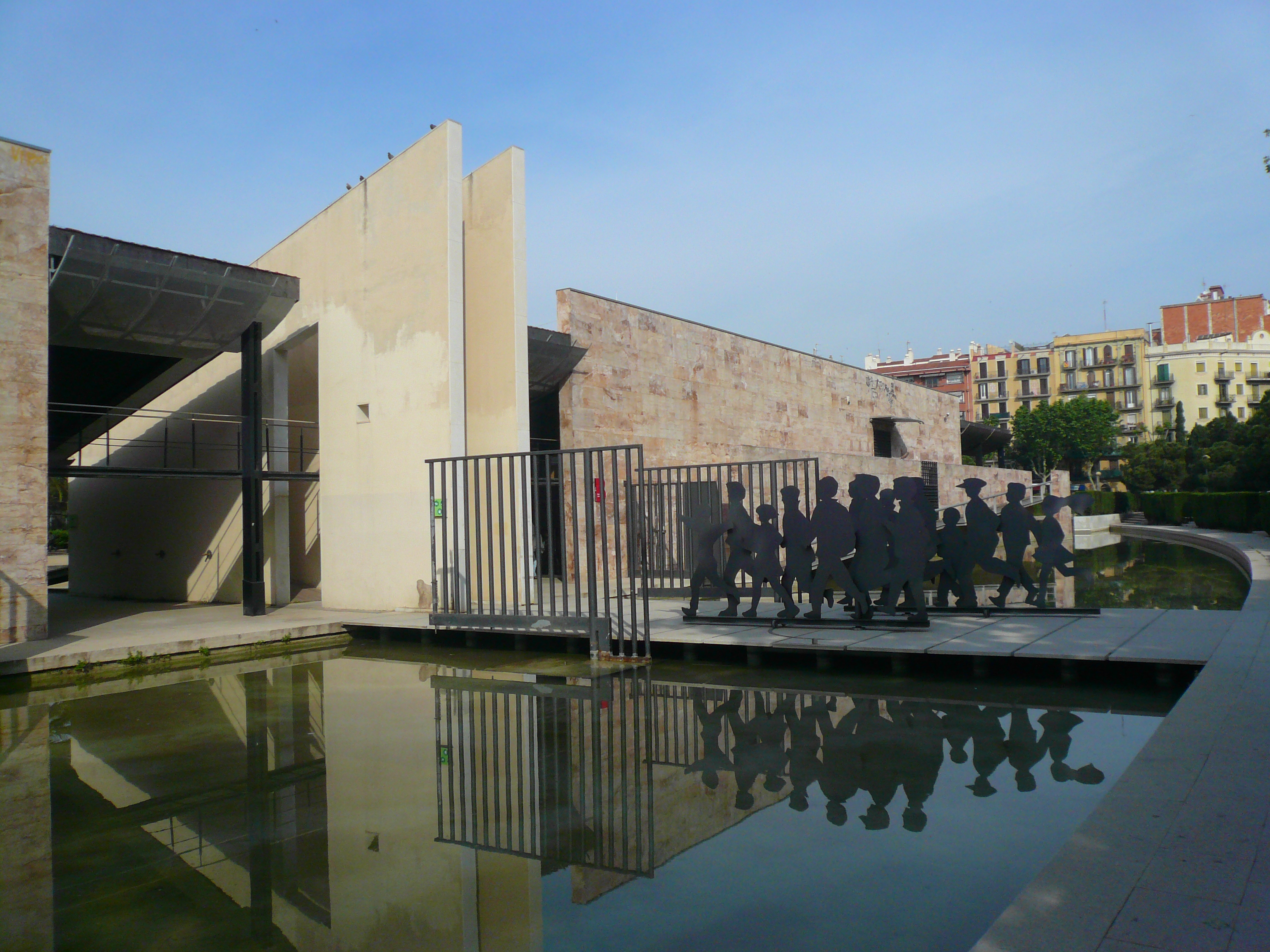
Biblioteca y puerta con escolares.

El elemento más destacado del parque es la escultura de Joan Miró, titulada Mujer y Pájaro. Mujer-seta con sombrero de luna, conocida popularmente como el Condón y ejecutada en 1983 sobre un original de 1954. Mide 20,22 x 5,29 m, es de piedra artificial revestida con cerámica, y Miró la efectuó en colaboración con el ceramista Joan Gardy Artigas. Forma conjunto con otras dos obras de Miró instaladas en la ciudad condal: el mural del aeropuerto del Prat (1970) y el pavimento del Pla de la Boqueria (1976), con la pretensión de saludar a los viajeros que entran a Barcelona por tierra, mar y aire.

## Vegetación
La vegetación no es muy abundante, entre sus especies destacan: la palmera canaria y datilera (Phoenix canariensis y Phoenix dactylifera), el pino piñonero y carrasco (Pinus pinea y Pinus halepensis), la encina (Quercus ilex), el eucalipto (Eucalyptus camaldulensis y Eucalyptus globulus), la adelfa (Nerium oleander), el ciprés (Cupressus sempervirens), el álamo blanco (Populus alba), el olmo (Ulmus pumila), el cedro (Cedrus deodara), la glicinia (Wisteria sinensis) y la buganvilla (Bougainvillea glabra).